# Хирро, Тайлер
Та́йлер Кри́стофер Хи́рро (англ. Tyler Christopher Herro; род. 20 января 2000 года в Милуоки, Висконсин, США) — американский профессиональный баскетболист, который выступает в Национальной баскетбольной ассоциации за команду «Майами Хит». На студенческом уровне выступал за команду университета Кентукки «Кентукки Уайлдкэтс». Был выбран «Хит» на драфте НБА 2019 года в первом раунде под общим тринадцатым номером. Играет на позиции атакующего защитника.

## Карьера

### Средняя школа
Хирро учился в средней школе Уитналл в Гринфилде, штат Висконсин. В течение последнего года в школе Тайлер набирал в среднем 32,9 очка, 7,4 подбора, 3,6 передачи, а также 3,3 перехвата за игру, имея больше 50 % попаданий с игры и 43,5 % из-за 3-очковой линии. За всё время выступлений за школу Тайлер набрал больше 2000 очков.
Изначально, 12 сентября 2016 года, Хирро устно выбрал Висконсинский университет в Мадисоне, однако через год, 14 ноября 2017 года, Хирро поступил в университет Кентукки, чтобы играть за «Кентукки Уайлдкэтс».

### Колледж
Своё лучшее выступление в колледже Тайлер провёл 27 февраля 2019 года, набрав 29 очков, которые помогли «Уайлдкэтс» победить «Рейзорбэкс» 70—66.
12 апреля 2019 года Тайлер выставляет свою кандидатуру на драфт НБА 2019 года.

### НБА

#### Майами Хит (2019—настоящее время)
На драфте НБА 2019 года Тайлер был выбран в 1-м раунде под 13-м номером «Майами Хит».
В летней лиге НБА 2019 года Тайлер принял участие в 6-х играх «Хит», в среднем набирая 19,5 очков, 4,3 подбора, 3,8 ассиста и 1,5 перехвата за игру. 23 октября он дебютировал в НБА, начав игру в победе над «Мемфис Гриззлис» со счетом 120-101 и завершив игру с 14 очками, а также 8 подборами, 2 перехватами и передачей. 29 октября в своей четвертой игре Хирро набрал максимальные в карьере 29 очков в победе над «Атланта Хокс» со счетом 112-97. Хирро должен был сыграть в сборной Восходящих звезд в рамках Уикенда всех звезд в 2020 году, но был исключен из-за травмы лодыжки. 12 августа 2020 года он набрал максимальные в карьере 30 очков в матче с «Оклахома-Сити Тандер» (116:115).
Когда 8 сентября 2020 года «Хит» обыграли «Милуоки Бакс» во втором раунде плей-офф НБА 2020 года, Хирро стал первым игроком в истории НБА, родившимся в 2000-х годах, который принял участие в матче финала конференции НБА. 15 сентября он был включен лигой во вторую сборную новичков НБА сезона 2019/20. В 4-й игре финала Восточной конференции 2020 года он набрал максимальные в карьере 37 очков, став четвертым игроком в истории плей-офф, набравшим 30+ очков в возрасте до 21 года, и вторым по количеству набранных очков среди игроков моложе 21 года - больше набрал только Мэджик Джонсон. Он также установил рекорды как самого молодого игрока (в возрасте 20 лет и 247 дней), набравшего 30+ очков, и самого большого количества очков среди новичков. После победы в финале Восточной конференции над «Бостон Селтикс» Хирро стал первым игроком 2000-х годов рождения, сыгравшим в финале НБА. 
Во второй игре Финала НБА 2020 года Хирро стал самым молодым игроком, начавшим игру Финала НБА в возрасте 20 лет 256 дней - на восемь дней моложе Мэджика Джонсона, который начал первую игру за «Лейкерс» в 1980 году против «Филадельфии Севенти Сиксерс». В четвертой игре той же серии Финала он реализовал наибольшее количество трехочковых бросков для новичка в истории плей-офф НБА, совершив всего 45 трехочковых бросков и превзойдя рекорд Мэтта Мэлони в 43 трехочковых в плей-офф 1997 года. 9 октября 2020 года Эрро побил рекорд 44-летней давности, набрав 10 очков в третьей четверти 5-й игры Финала НБА 2020 года, установив рекорд новичка НБА по количеству подряд набранных двузначных очков в плей-офф - 20, превзойдя рекорд Альвана Адамса (19 игр в составе «Финикс Санз» в 1976 году). «Хит» проиграли серию в 6 матчах «Лос-Анджелес Лейкерс».
12 января 2021 года Хирро набрал максимальные в сезоне 34 очка, а также семь подборов и четыре передачи в овертайме в матче 134-137 с «Филадельфией Севенти Сиксерс». 17 февраля он набрал максимальные в карьере 15 подборов, а также 11 очков и четыре передачи в матче с «Голден Стэйт Уорриорз». 16 мая Хирро сделал 11 передач, 16 очков и шесть подборов в победе над «Детройт Пистонс» со счетом 120-107. В плей-офф 2021 года «Хит» уступили в четырех матчах в первом раунде будущему чемпиону «Милуоки Бакс».
23 октября 2021 года Хирро стал первым игроком в истории «Хит», набравшим не менее 30 очков и 10 подборов со скамейки запасных, чего он добился в проигрыше «Индиане Пэйсерс» со счетом 91-102. 5 апреля 2022 года он набрал максимальные в сезоне 35 очков, а также шесть подборов и три передачи в победе над «Шарлотт Хорнетс» со счетом 144-115. Хирро был признан шестым игроком сезона НБА 2022 года, став первым игроком в истории «Хит», получившим эту награду.
В первом раунде плей-офф «Хит» в пяти матчах расправились с «Атлантой Хокс». 2 мая 2022 года в серии второго раунда против «Филадельфии Севенти Сиксерс» Хирро набрал 25 очков и отдал семь передач в первой игре. «Хит» обыграли «Сиксерс» в шести матчах и вышли в финал Восточной конференции, где встретились с «Бостон Селтикс». Хирро пропустил игры с 3-й по 6-ю из-за травмы паха. Он вернулся к 7-й игре, но сыграл всего семь минут, и «Хит» были уничтожены со счетом 96:100.
2 октября 2022 года Хирро подписал с «Майами Хит» четырехлетний контракт на сумму 130 миллионов долларов. 2 ноября Хирро набрал 26 очков и сделал победный трехочковый в победе над «Сакраменто Кингз» со счетом 110-107. 27 ноября Хирро записал на свой счет первый в карьере трипл-дабл из 11 очков, 11 подборов и 10 передач в победе над «Атлантой Хокс» со счетом 106-98. 15 декабря Хирро набрал максимальные в карьере 41 очко, реализовав 10 из 15 бросков с трехочковой дистанции, а также сделал пять подборов в победе над «Хьюстон Рокетс» со счетом 111-108. Он также стал самым молодым игроком в истории НБА, набравшим не менее 40 очков, сделавшим 10 трехочковых бросков и 5 подборов в одной игре. 31 декабря Хирро забросил победный трехочковый в матче с «Ютой Джаз» (126:123). Он закончил игру с 29 очками, девятью подборами, шестью передачами и двумя перехватами. Хирро закончил год лидером лиги по проценту точности со штрафных бросков - 93,4%.
Хирро сломал правую руку в первом раунде плей-офф 2023 года против «Милуоки Бакс». Ожидалось, что после операции он выбыл как минимум на шесть недель. Несмотря на то, что он был готов сыграть в пятой игре финала НБА против «Денвер Наггетс», «Хит» не стали выпускать игрока и проиграли игру и серию «Наггетс».
30 октября 2023 года Хирро набрал максимальные в сезоне 35 очков в матче с «Милуоки Бакс». 24 апреля 2024 года во второй игре первого раунда против «Бостон Селтикс» Хирро набрал 24 очка, пять подборов и 14 передач в матче и сравнял счет в серии.
12 ноября 2024 года Хирро набрал 40 очков и сделал 10 трехочковых бросков в овертайме в матче с «Детройт Пистонс». Его 10 3-очковых бросков стали рекордом франшизы «Хит». 30 января 2025 года Хирро был заявлен в качестве запасного на Игру всех звезд НБА 2025 года, что стало его первым выбором на матч всех звезд. 15 февраля Хирро выиграл конкурс трехочковых бросков НБА в Сан-Франциско, победив в финале Бадди Хилда и Дариуса Гарленда.
29 марта Хирро в матче против «Филадельфии Севенти Сиксерс» (118:95) набрал 30 очков, а также 3 подбора и 7 передач при 2 потерях.
16 апреля Хирро в первом матче плей-ин против «Чикаго Буллз» (109:90) набрал 38 очков, 5 подборов и 4 передачи.

## Семья
У Тайлера есть два младших брата, Остин и Майлз, оба играют в баскетбол. Его родители — Дженнифер и Кристофер Хирро. Отец оказал самое большое влияние на становление Тайлера как профессионального баскетболиста.
Любимое занятие вне баскетбольной площадки это игра в Fortnite.
Хирро был включен в песню Джека Харлоу «Tyler Herro», названную в его честь, и занимает видное место в клипе. В свою очередь, Хирро также изобразил себя в ремейке фильма «Белые люди не умеют прыгать» с Харлоу в главной роли.
В 2020 году Хирро начал встречаться с Катей Элиз Генри. 5 июня 2021 года они объявили, что ждут ребенка. Их дочь родилась 14 сентября 2021 года. 18 июня 2022 года пара объявила, что ждет второго ребенка. Их сын родился 1 января 2023 года.

## Статистика

### Статистика в НБА
| Сезон                                                                                    | Команда | Регулярный сезон | Регулярный сезон | Регулярный сезон | Регулярный сезон | Регулярный сезон | Регулярный сезон | Регулярный сезон | Регулярный сезон | Регулярный сезон | Регулярный сезон | Регулярный сезон | Серия плей-офф | Серия плей-офф | Серия плей-офф | Серия плей-офф | Серия плей-офф | Серия плей-офф | Серия плей-офф | Серия плей-офф | Серия плей-офф | Серия плей-офф | Серия плей-офф |
| Сезон                                                                                    | Команда | GP               | GS               | MPG              | FG%              | 3P%              | FT%              | RPG              | APG              | SPG              | BPG              | PPG              | GP             | GS             | MPG            | FG%            | 3P%            | FT%            | RPG            | APG            | SPG            | BPG            | PPG            |
| ---------------------------------------------------------------------------------------- | ------- | ---------------- | ---------------- | ---------------- | ---------------- | ---------------- | ---------------- | ---------------- | ---------------- | ---------------- | ---------------- | ---------------- | -------------- | -------------- | -------------- | -------------- | -------------- | -------------- | -------------- | -------------- | -------------- | -------------- | -------------- |
| 2019/20                                                                                  | Майами  | 55               | 8                | 27,4             | 42,8             | 38,9             | 87,0             | 4,1              | 2,2              | 0,6              | 0,2              | 13,5             | 21             | 5              | 33,6           | 43,3           | 37,5           | 87,0           | 5,1            | 3,7            | 0,4            | 0,1            | 16,0           |
| 2020/21                                                                                  | Майами  | 54               | 15               | 30,3             | 43,9             | 36,0             | 80,3             | 5,0              | 3,4              | 0,6              | 0,3              | 15,1             | 4              | 0              | 23,2           | 31,6           | 31,6           | 100,0          | 3,3            | 1,8            | 0,3            | 0,3            | 9,3            |
| 2021/22                                                                                  | Майами  | 66               | 10               | 32,6             | 44,7             | 39,9             | 86,8             | 5,0              | 4,0              | 0,7              | 0,1              | 20,7             | 15             | 0              | 25,4           | 40,9           | 22,9           | 92,6           | 3,9            | 2,8            | 0,6            | 0,4            | 12,6           |
| 2022/23                                                                                  | Майами  | 67               | 67               | 34,9             | 43,9             | 37,8             | 93,4             | 5,4              | 4,2              | 0,8              | 0,2              | 20,1             | 1              | 1              | 19,5           | 55,6           | 50,0           | -              | 2,0            | 2,0            | 0,0            | 1,0            | 12,0           |
| 2023/24                                                                                  | Майами  | 42               | 40               | 33,5             | 44,1             | 39,6             | 85,6             | 5,3              | 4,5              | 0,7              | 0,1              | 20,8             | 5              | 5              | 37,0           | 38,5           | 34,9           | 90,0           | 3,6            | 5,4            | 0,4            | 0,0            | 16,8           |
|                                                                                          | Всего   | 284              | 140              | 31,8             | 44,0             | 38,5             | 87,2             | 4,9              | 3,6              | 0,7              | 0,2              | 18,1             | 46             | 11             | 30,1           | 41,3           | 33,0           | 89,8           | 4,3            | 3,4            | 0,4            | 0,2            | 14,3           |
| Наведите курсор мыши на аббревиатуры в заголовке таблицы, чтобы прочесть их расшифровку. |         |                  |                  |                  |                  |                  |                  |                  |                  |                  |                  |                  |                |                |                |                |                |                |                |                |                |                |                |

### Статистика в NCAA
| Сезон | Команда  | Conf  | Class | GP | GS | MPG  | FG%  | 3P%  | FT%  | RPG | APG | SPG | BPG | PPG  |
| --- | -------- | ----- | ----- | -- | -- | ---- | ---- | ---- | ---- | --- | --- | --- | --- | ---- |
| 2018/19 | Кентукки | SEC   | FR    | 37 | 37 | 32,6 | 46,2 | 35,5 | 93,5 | 4,5 | 2,5 | 1,1 | 0,3 | 14,0 |
| Всего | Всего    | Всего | Всего | 37 | 37 | 32,6 | 46,2 | 35,5 | 93,5 | 4,5 | 2,5 | 1,1 | 0,3 | 14,0 |
| Наведите курсор мыши на аббревиатуры в заголовке таблицы, чтобы прочесть их расшифровку Статистика приведена с сайта sports-reference.com |          |       |       |    |    |      |      |      |      |     |     |     |     |      |